# Mauban
Mauban è una municipalità di prima classe delle Filippine, situata nella Provincia di Quezon, nella regione di Calabarzon.
Mauban è formata da 40 baranggay:
- Abo-abo
- Alitap
- Baao
- Bagong Bayan (Pob.)
- Balaybalay
- Bato
- Cagbalete I
- Cagbalete II
- Cagsiay I
- Cagsiay II
- Cagsiay III
- Concepcion
- Daungan (Pob.)
- Liwayway
- Lual (Pob.)
- Lual Rural
- Lucutan
- Luya-luya
- Mabato (Pob.)
- Macasin

- Polo
- Remedios I
- Remedios II
- Rizaliana (Pob.)
- Rosario
- Sadsaran (Pob.)
- San Gabriel
- San Isidro
- San Jose
- San Lorenzo
- San Miguel
- San Rafael
- San Roque
- San Vicente
- Santa Lucia
- Santo Angel
- Santo Niño
- Santol
- Soledad
- Tapucan